# Lista odcinków programu Kabaret na żywo
Artykuł zawiera listę wszystkich odcinków programu Kabaret na żywo.

## Seria pierwsza (jesień 2016)
| Odcinek | Tytuł odcinka              | Gospodarz                    | Gość specjalny       | Data pierwszej emisji | Oglądalność |
| ------- | -------------------------- | ---------------------------- | -------------------- | --------------------- | ----------- |
| 1       | Przychodzi baba do lekarza | Kabaret Skeczów Męczących    | Kuba Sienkiewicz     | 4 września 2016       | 2 370 918   |
| 2       | Daj lajka!                 | Kabaret Smile                | Sound’n’Grace        | 11 września 2016      |             |
| 3       | Francja elegancja          | Grupa MoCarta i Artur Andrus | Michał Szpak         | 18 września 2016      |             |
| 4       | Polak potrafi              | Kabaret Nowaki               | Krzysztof Cugowski   | 25 września 2016      |             |
| 5       | Za mundurem panny sznurem  | Kabaret Ani Mru-Mru          | Bracia               | 2 października 2016   | 2 353 627   |
| 6       | Wszystkie dzieci nasze są  | Kabaret Moralnego Niepokoju  | Letni Chamski Podryw | 9 października 2016   |             |
| 7       | Sejm od kuchni             | Jerzy Kryszak                | Adam Asanov          | 16 października 2016  |             |
| 8       | Oby dwoje chciało na raz   | Cezary Pazura                | Zbigniew Wodecki     | 23 października 2016  | 2 494 947   |
| 9       | Chcę wyjechać na wieś      | Kabaret pod Wyrwigroszem     | —                    | 30 października 2016  | 2 566 045   |
| 10      | Rodzina, ach rodzina       | Kabaret Koń Polski           | Michał Wiśniewski    | 6 listopada 2016      | 2 550 822   |

## Seria druga (wiosna 2017)
| Odcinek | Odcinek | Tytuł odcinka                       | Gospodarz                      | Gość specjalny                                                      | Data pierwszej emisji | Oglądalność |
| ------- | ------- | ----------------------------------- | ------------------------------ | ------------------------------------------------------------------- | --------------------- | ----------- |
| 11      | 1       | Gdzie te chłopy?                    | Kabaret Młodych Panów          | Piotr Bukartyk                                                      | 5 marca 2017          | 2 638 940   |
| 12      | 2       | Igrzyska w San Escobar              | Marcin Wójcik                  | Sławomir Zapała                                                     | 12 marca 2017         | 2 158 721   |
| 13      | 3       | Język lata jak łopata               | Kabaret Smile                  | Kayah                                                               | 19 marca 2017         | 2 196 431   |
| 14      | 4       | Nie tylko dla gimbusów              | Kabaret Moralnego Niepokoju    | młodzi artyści z autorskiej szkoły musicalowej Macieja Pawłowskiego | 2 kwietnia 2017       | 2 286 021   |
| 15      | 5       | Polak na wakacjach                  | Kabaret pod Wyrwigroszem       | Dariusz Gnatowski                                                   | 9 kwietnia 2017       | 2 373 303   |
| 16      | 6       | Wszyscy jesteśmy fachowcami         | Cezary Pazura                  | Stefan Friedmann                                                    | 23 kwietnia 2017      |             |
| 17      | 7       | Polskie rodeo                       | Ewa Błachnio i Tomasz Jachimek | Sławomir Zapała                                                     | 7 maja 2017           | 2 203 912   |
| 18      | 8       | Młode wilki                         | Grupa MoCarta i Artur Andrus   | Varius Manx z Kasią Stankiewicz                                     | 14 maja 2017          | 2 297 959   |
| 19      | 9       | Gramy dalej, czyli 20 lat na scenie | Formacja Chatelet              | —                                                                   | 21 maja 2017          | 2 551 303   |

## Seria trzecia (jesień 2017)
| Odcinek | Odcinek | Tytuł odcinka                     | Gospodarz                          | Gość specjalny                  | Data pierwszej emisji | Oglądalność |
| ------- | ------- | --------------------------------- | ---------------------------------- | ------------------------------- | --------------------- | ----------- |
| 20      | 1       | Gdzie się podziały tamte melanże? | Kabaret Moralnego Niepokoju        | —                               | 17 września 2017      | 1 948 699   |
| 21      | 2       | 14 posterunek                     | Cezary Pazura                      | Paweł Dłużewski                 | 24 września 2017      | 1 709 052   |
| 22      | 3       | Student Plus                      | Kabaret Nowaki                     | —                               | 1 października 2017   | 1 743 594   |
| 23      | 4       | Gramy do jednej bramki            | Kabaret Młodych Panów              | Big Cyc i Tomasz Zimoch         | 8 października 2017   | 2 105 928   |
| 24      | 5       | Wielki show w małym mieście       | Kabaret Koń Polski                 | Sławomir Zapała                 | 15 października 2017  | 1 807 038   |
| 25      | 6       | przekłaDANIEC                     | Marcin Daniec                      | Anna Wyszkoni                   | 22 października 2017  |             |
| 26      | 7       | Fit, Eko, Bio, Organic            | Katarzyna Pakosińska, Adam Małczyk | Maciej Orłoś i Poparzeni kawą 3 | 29 października 2017  |             |
| 27      | 8       | Tele morele                       | Kabaret pod Wyrwigroszem           | —                               | 5 listopada 2017      |             |
| 28      | 9       | Tak, że o                         | Kabaret Hrabi                      | —                               | 19 listopada 2017     |             |

## Seria czwarta (wiosna 2018)
| Odcinek | Odcinek | Tytuł odcinka                 | Gospodarz                                                                                              | Gość specjalny                         | Data pierwszej emisji      | Oglądalność |
| ------- | ------- | ----------------------------- | --- | -------------------------------------- | -------------------------- | ----------- |
| 29      | 1       | Smile 24                      | Kabaret Smile                                                                                          | Katarzyna Glinka                       | 4 marca 2018 (godz. 22.05) | 1 172 228   |
| 30      | 2       | Babeczki z jajami             | Ewa Błachnio, Agnieszka Litwin, Katarzyna Pakosińska, Małgorzata Czyżycka, Olga Łasak i Adrianna Borek | —                                      | 11 marca 2018              | 1 894 687   |
| 31      | 3       | Kręcimy hita                  | Paranienormalni                                                                                        | Michał Czernecki, Bartek Kasprzykowski | 18 marca 2018              | 2 131 352   |
| 32      | 4       | Wszyscy jesteśmy słoikami     | Kabaret Moralnego Niepokoju                                                                            | Sławomir Zapała i Magdalena Kajrowicz  | 25 marca 2018              | 1 915 294   |
| 33      | 5       | Święta polskie                | Kabaret Jurki                                                                                          | Kayah                                  | 8 kwietnia 2018            |             |
| 34      | 6       | Narodowa Komisja d.s. Komisji | Robert Korólczyk, Kabaret Czesuaf                                                                      | —                                      | 22 kwietnia 2018           |             |
| 35      | 7       | Majówka stulecia              | Kabaret pod Wyrwigroszem                                                                               | Michał Czernecki                       | 29 kwietnia 2018           |             |
| 36      | 8       | Brawo my!                     | Formacja Chatelet                                                                                      | Katarzyna Zielińska i Michał Szpak     | 13 maja 2018               |             |
| 37      | 9       | Smile – To ci tłumaczę        | Kabaret Smile                                                                                          | —                                      | 20 maja 2018               |             |

## Seria piąta (jesień 2018)
Uwaga: Ta seria nazywała się Kabaret na żywo według Paranienormalnych.
| Odcinek | Odcinek | Tytuł odcinka          | Gospodarz       | Gość specjalny                           | Data pierwszej emisji | Oglądalność |
| ------- | ------- | ---------------------- | --------------- | ---------------------------------------- | --------------------- | ----------- |
| 38      | 1       | Polak po wakacjach     | Paranienormalni | Michał Czernecki                         | 9 września 2018       |             |
| 39      | 2       | Wielkie polskie wesele | Paranienormalni | Tamara Arciuch i Antek Smykiewicz        | 16 września 2018      | 1 872 668   |
| 40      | 3       | Kariera po polsku      | Paranienormalni | Sławomir Zapała i Magdalena Kajrowicz    | 23 września 2018      | 1 493 316   |
| 41      | 4       | Polska walka stulecia  | Paranienormalni | Tomasz Oświeciński                       | 30 września 2018      |             |
| 42      | 5       | Polak w mundurze       | Paranienormalni | —                                        | 7 października 2018   |             |
| 43      | 6       | TV Polak               | Paranienormalni | Aleksandra Szwed                         | 14 października 2018  |             |
| 44      | 7       | Polska ścieżka zdrowia | Paranienormalni | Michał Czernecki i Katarzyna Bujakiewicz | 21 października 2018  |             |
| 45      | 8       | Zajazd Polski          | Paranienormalni | —                                        | 28 października 2018  | 1 550 991   |
| 46      | 9       | Polak ma talent        | Paranienormalni | Michał Szpak                             | 11 listopada 2018     |             |

## Seria szósta (wiosna 2019)
| Odcinek | Odcinek | Tytuł odcinka                       | Gospodarz             | Gość specjalny                                          | Data pierwszej emisji | Oglądalność |
| ------- | ------- | ----------------------------------- | --------------------- | ------------------------------------------------------- | --------------------- | ----------- |
| 47      | 1       | Posterunek w ogniu                  | Kabaret Młodych Panów | Bronisław Cieślak                                       | 3 marca 2019          | 1 928 314   |
| 48      | 2       | Kabareciarz szuka żony              | Kabaret Czesuaf       | —                                                       | 17 marca 2019         | 1 618 023   |
| 49      | 3       | Koncert życzeń                      | Formacja Chatelet     | —                                                       | 24 marca 2019         |             |
| 50      | 4       | Urodziny                            | Jerzy Kryszak         | Ryszard Rynkowski                                       | 31 marca 2019         | 1 516 984   |
| 51      | 5       | Vintage czyli myślenie jest w cenie | Piotr Bałtroczyk      | —                                                       | 7 kwietnia 2019       |             |
| 52      | 6       | Podróż za jeden lajk                | Kabaret Czesuaf       | Mariusz Pudzianowski, Rafał Maserak i Paweł Królikowski | 28 kwietnia 2019      | 1 626 697   |
| 53      | 7       | Komedia jest wszędzie               | Kabaret Zachodni      | Zygmunt Chajzer                                         | 5 maja 2019           |             |

## Seria siódma (jesień 2019)
| Odcinek | Odcinek | Tytuł odcinka                          | Gospodarz                                   | Gość specjalny                     | Data pierwszej emisji | Oglądalność |
| ------- | ------- | -------------------------------------- | ------------------------------------------- | ---------------------------------- | --------------------- | ----------- |
| 54      | 1       | Przyjęcie według Kabaretu Czesuaf      | Kabaret Czesuaf                             | Anna Guzik i Rafał Maserak         | 8 września 2019       | 1 493 094   |
| 55      | 2       | Last minute                            | Kabaret Jurki                               | —                                  | 15 września 2019      | 1 514 489   |
| 56      | 3       | Męskie sprawy                          | Kabaret Chyba                               | Aleksandra Szwed i Cleo            | 22 września 2019      | 1 338 428   |
| 57      | 4       | Z kobietami na szczycie                | Kabaret K2                                  | Laura Breszka i Dariusz Gnatowski  | 29 września 2019      |             |
| 58      | 5       | Sto twarzy Buby, czyli komik w podróży | Formacja Chatelet                           | Olga Buława i Mariusz Pudzianowski | 6 października 2019   |             |
| 59      | 6       | To się nadaje do kabaretu              | Kabaret Smile                               | —                                  | 20 października 2019  | 1 865 025   |
| 60      | 7       | Planeta Singli 3 i Pół                 | Paranienormalni                             | Karolina Gilon i Michał Czernecki  | 27 października 2019  | 1 973 444   |
| 61      | 8       | Ministerstwo Śmiechu                   | Tomasz Marciniak, Olga Łasak i Tomasz Łupak | —                                  | 3 listopada 2019      | 1 738 686   |

## Seria ósma (wiosna 2020)
Uwaga: Ta seria nazywała się Kabaret na żywo. Przystanek radość.
| Odcinek | Odcinek | Tytuł odcinka   | Stała obsada | Gość specjalny                                                                                | Data pierwszej emisji | Oglądalność |
| ------- | ------- | --------------- | --- | --------------------------------------------------------------------------------------------- | --------------------- | ----------- |
| 62      | 1       | Wybory          | Ewa Błachnio Piotr Cyrwus Anna Gornostaj Piotr Gumulec Krzysztof Hanke Magdalena Kajrowicz Agnieszka Litwin Olga Łasak Michał Wójcik Sławomir Zapała | Katarzyna Żak Cleo                                                                            | 1 marca 2020          | 1 955 341   |
| 63      | 2       | Dzień Kobiet    | Ewa Błachnio Piotr Cyrwus Anna Gornostaj Piotr Gumulec Krzysztof Hanke Magdalena Kajrowicz Agnieszka Litwin Olga Łasak Michał Wójcik Sławomir Zapała | Adam Asanov                                                                                   | 8 marca 2020          | 1 806 260   |
| 64      | 3       | Wesele          | Ewa Błachnio Piotr Cyrwus Anna Gornostaj Piotr Gumulec Krzysztof Hanke Magdalena Kajrowicz Agnieszka Litwin Olga Łasak Michał Wójcik Sławomir Zapała | Rafał Maserak                                                                                 | 15 marca 2020         | 2 186 522   |
| 65      | 4       | Pożar           | Ewa Błachnio Piotr Cyrwus Anna Gornostaj Piotr Gumulec Krzysztof Hanke Magdalena Kajrowicz Agnieszka Litwin Olga Łasak Michał Wójcik Sławomir Zapała | Aleksandra Szwed                                                                              | 22 marca 2020         | 2 003 265   |
| 66      | 5       | Ostatni dzwonek | Ewa Błachnio Piotr Cyrwus Anna Gornostaj Piotr Gumulec Krzysztof Hanke Magdalena Kajrowicz Agnieszka Litwin Olga Łasak Michał Wójcik Sławomir Zapała | Poparzeni Kawą Trzy                                                                           | 29 marca 2020         |             |
| 67      | 6       | Droga           | Ewa Błachnio Piotr Cyrwus Anna Gornostaj Piotr Gumulec Krzysztof Hanke Magdalena Kajrowicz Agnieszka Litwin Olga Łasak Michał Wójcik Sławomir Zapała | —                                                                                             | 4 kwietnia 2020       |             |
| 68      | 7       | Kto jest ojcem? | Ewa Błachnio Piotr Cyrwus Anna Gornostaj Piotr Gumulec Krzysztof Hanke Magdalena Kajrowicz Agnieszka Litwin Olga Łasak Michał Wójcik Sławomir Zapała | Katarzyna Bujakiewicz Tamara Arciuch Majka Jeżowska Bartłomiej Kasprzykowski Kacper Kuszewski | 12 kwietnia 2020      |             |
| 69      | 8       | Święto sportu   | Ewa Błachnio Piotr Cyrwus Anna Gornostaj Piotr Gumulec Krzysztof Hanke Magdalena Kajrowicz Agnieszka Litwin Olga Łasak Michał Wójcik Sławomir Zapała | —                                                                                             | 19 kwietnia 2020      |             |

## Seria dziewiąta (jesień 2020)
Uwaga: Ta seria nazywała się Kabaret na żywo. Klinika Skeczów Męczących.
| Odcinek | Odcinek | Gospodarz                 | Stała obsada                                            | Gość specjalny                 | Data pierwszej emisji | Oglądalność |
| ------- | ------- | ------------------------- | ------------------------------------------------------- | ------------------------------ | --------------------- | ----------- |
| 70      | 1       | Kabaret Skeczów Męczących | Monika Dryl Adrianna Borek Paweł Koślik Kabaret K2 Enej | Igor Kwiatkowski               | 13 września 2020      | 1 750 614   |
| 71      | 2       | Kabaret Skeczów Męczących | Monika Dryl Adrianna Borek Paweł Koślik Kabaret K2 Enej | Agata Wątróbska Janusz Chabior | 20 września 2020      |             |
| 72      | 3       | Kabaret Skeczów Męczących | Monika Dryl Adrianna Borek Paweł Koślik Kabaret K2 Enej | Robert Korólczyk               | 27 września 2020      |             |
| 73      | 4       | Kabaret Skeczów Męczących | Monika Dryl Adrianna Borek Paweł Koślik Kabaret K2 Enej | Mikołaj Cieślak                | 4 października 2020   | 1 857 263   |
| 74      | 5       | Kabaret Skeczów Męczących | Monika Dryl Adrianna Borek Paweł Koślik Kabaret K2 Enej | Michał Wójcik                  | 11 października 2020  | 1 752 795   |
| 75      | 6       | Kabaret Skeczów Męczących | Monika Dryl Adrianna Borek Paweł Koślik Kabaret K2 Enej | Jerzy Kryszak                  | 25 października 2020  |             |
| 76      | 7       | Kabaret Skeczów Męczących | Monika Dryl Adrianna Borek Paweł Koślik Kabaret K2 Enej | Łukasz Rybarski                | 8 listopada 2020      |             |
| 77      | 8       | Kabaret Skeczów Męczących | Monika Dryl Adrianna Borek Paweł Koślik Kabaret K2 Enej | Mariusz Kałamaga Paweł Pindur  | 15 listopada 2020     |             |
| 78      | 9       | Kabaret Skeczów Męczących | Monika Dryl Adrianna Borek Paweł Koślik Kabaret K2 Enej | Piotr Gąsowski                 | 22 listopada 2020     |             |

## Seria dziesiąta (wiosna 2021)
Uwaga: Ta seria nazywała się Kabaret na żywo. Klinika Skeczów Męczących.
| Odcinek | Odcinek | Gospodarz                 | Stała obsada                                                           | Gość specjalny                       | Data pierwszej emisji | Oglądalność |
| ------- | ------- | ------------------------- | ---------------------------------------------------------------------- | ------------------------------------ | --------------------- | ----------- |
| 79      | 1       | Kabaret Skeczów Męczących | Monika Dryl Adrianna Borek Kabaret K2 Kabaret Moralnego Niepokoju Enej | Joanna Liszowska Magdalena Stużyńska | 7 marca 2021          | 1 964 278   |
| 80      | 2       | Kabaret Skeczów Męczących | Monika Dryl Adrianna Borek Kabaret K2 Kabaret Moralnego Niepokoju Enej | Marcin Wójcik                        | 14 marca 2021         | 1 994 944   |
| 81      | 3       | Kabaret Skeczów Męczących | Monika Dryl Adrianna Borek Kabaret K2 Kabaret Moralnego Niepokoju Enej | Michał Wiśniewski                    | 21 marca 2021         | 2 040 932   |
| 82      | 4       | Kabaret Skeczów Męczących | Monika Dryl Adrianna Borek Kabaret K2 Kabaret Moralnego Niepokoju Enej | Wiktor Zborowski                     | 28 marca 2021         |             |
| 83      | 5       | Kabaret Skeczów Męczących | Monika Dryl Adrianna Borek Kabaret K2 Kabaret Moralnego Niepokoju Enej | Piotr Żyła                           | 4 kwietnia 2021       | 1 765 822   |
| 84      | 6       | Kabaret Skeczów Męczących | Monika Dryl Adrianna Borek Kabaret K2 Kabaret Moralnego Niepokoju Enej | Piotr Kupicha                        | 11 kwietnia 2021      |             |
| 85      | 7       | Kabaret Skeczów Męczących | Monika Dryl Adrianna Borek Kabaret K2 Kabaret Moralnego Niepokoju Enej | Andrzej Grabowski                    | 18 kwietnia 2021      |             |
| 86      | 8       | Kabaret Skeczów Męczących | Monika Dryl Adrianna Borek Kabaret K2 Kabaret Moralnego Niepokoju Enej | Jerzy Dudek                          | 25 kwietnia 2021      |             |
| 87      | 9       | Kabaret Skeczów Męczących | Monika Dryl Adrianna Borek Kabaret K2 Kabaret Moralnego Niepokoju Enej | Doda                                 | 2 maja 2021           |             |
| 88      | 10      | Kabaret Skeczów Męczących | Monika Dryl Adrianna Borek Kabaret K2 Kabaret Moralnego Niepokoju Enej | Marcin Najman                        | 9 maja 2021           |             |
| 89      | 11      | Kabaret Skeczów Męczących | Monika Dryl Adrianna Borek Kabaret K2 Kabaret Moralnego Niepokoju Enej | Andrzej Piaseczny                    | 16 maja 2021          |             |

## Odcinki specjalne
| Odcinek | Tytuł odcinka                                                    | Gospodarz                           | Gość specjalny              | Data pierwszej emisji |
| ------- | ---------------------------------------------------------------- | ----------------------------------- | --------------------------- | --------------------- |
| S1      | Schody do nieba. 15-lecie Kabaretu Neo-Nówka                     | Neo-Nówka                           | Żarówki                     | 13 listopada 2016     |
| S2      | 20-lecie Grupy MoCarta – koncert jubileuszowy                    | Piotr Bałtroczyk                    | Włodzimierz Korcz           | 27 listopada 2016     |
| S3      | Żarty się skończyły                                              | Paranienormalni                     | Sound'n'Grace               | 16 kwietnia 2017      |
| S4      | Jubileusz Kabaretu Smile                                         | Kabaret Smile                       | —                           | 12 listopada 2017     |
| S5      | 50 twarzy Roberta Korólczyka                                     | Robert Korólczyk                    | —                           | 10 grudnia 2017       |
| S6      | Kabaret Młodych Panów i goście: Święta, święta                   | Kabaret Młodych Panów               | Frele                       | 17 grudnia 2017       |
| S7      | Radio, Muzyka, Żarty. Największe przeboje                        | Kabaret Skeczów Męczących           | Enej                        | 1 kwietnia 2018       |
| S8      | Swobodny poligon kabaretowy                                      | Robert Motyka, Katarzyna Pakosińska | —                           | 25 sierpnia 2018      |
| S9      | Każdy jest Kazikiem swego losu                                   | Neo-Nówka                           | —                           | 25 listopada 2018     |
| S10     | Piotr Bałtroczyk i przyjaciele (2018)                            | Piotr Bałtroczyk                    | Maciej Maleńczuk            | 2 grudnia 2018        |
| S11     | 10 w skali humoru, czyli dekada Kabaretu Nowaki                  | Kabaret Nowaki                      | Michał Czarnecki            | 30 grudnia 2018       |
| S12     | Ostatnie takie trio                                              | Kabaret Ani Mru-Mru                 | —                           | 10 marca 2019         |
| S13     | Całe życie z wariatami czyli 15-lecie Kabaretu Skeczów Męczących | Kabaret Skeczów Męczących           | —                           | 21 kwietnia 2019      |
| S14     | Piotr Bałtroczyk i przyjaciele (2019)                            | Piotr Bałtroczyk                    | —                           | 15 grudnia 2019       |
| S15     | Klinika Skeczów Męczących                                        | Kabaret Skeczów Męczących           | Barbara Kurdej-Szatan, Enej | 1 stycznia 2020       |
| S16     | Klinika Skeczów Męczących - Idą Święta                           | Kabaret Skeczów Męczących           | Enej                        | 20 grudnia 2020       |